# Fuerzas Armadas de Nicaragua
Die Fuerzas Armadas de Nicaragua sind die heutigen Streitkräfte Nicaraguas, die durch einen Transformationsprozess aus dem Sandinistischen Volksheer entstanden sind.

## Organisation
Die Streitkräfte untergliedern sich in
- Landstreitkräfte (Fuerza Terrestre),
- Seestreitkräfte (Fuerza Naval),
- Luftstreitkräfte (Fuerza Aérea).

Oberbefehlshaber ist Daniel Ortega Saavedra. Comandante en Jefe ist General de Ejército Julio César Avilés Castillo.
Der Verteidigungshaushalt beträgt aktuell umgerechnet 85.000.000 US-$, was 0,7 % des Staatshaushalts entspricht. Insgesamt gibt es 2019 rund 12.000 Soldaten.

## Geschichte
Die von den Vereinigten Staaten mit aufgebaute Guardia Nacional de Nicaragua existierte von 1927 bis 1979 und wurde durch die Revolution 1979 durch das Sandinistische Volksheer abgelöst. Das Ejército Popular Sandinista, EPS, in deutschen Übersetzungen oftmals auch als Sandinistische Volksarmee bezeichnet, war von 1979 bis 1994 der Vorgänger der heutigen Streitkräfte Nicaraguas und spielte eine entscheidende Rolle im Contra-Krieg 1980 bis 1990. Oberbefehlshaber im gesamten Zeitraum war Humberto Ortega Saavedra. Entgegen der Bezeichnung „Heer“ umfasste das EPS auch die Marine (Marina de Guerra Sandinista = Sandinistische Kriegsmarine) und die Luftstreitkräfte bzw. Luftverteidigungsstreitkräfte Nicaraguas (Fuerza Aérea Sandinista = Sandinistische Luftwaffe/Defensa Anti-Aérea = Luftverteidigung), die keine selbständigen Teilstreitkräfte bildeten.
Nach der Wahlniederlage der Sandinisten im Februar 1990 wurde der nicaraguanische Staatsapparat unter der Regierung Chamorro völlig umstrukturiert. Das MINT und die ihm unterstehende Policía Sandinista wurden aufgelöst, die PS durch die Policía Nacional ersetzt.
Die einzige Ausnahme in der Umstrukturierung bildete das EPS unter Humberto Ortega, der als einziger Sandinist in einer Regierungsfunktion verblieb. Zu diesem Zeitpunkt war das EPS der mit Abstand stärkste Militärapparat Zentralamerikas und umfasste gut 70.000 Angehörige, von denen allerdings offenbar weit über die Hälfte Wehrpflichtige waren. Allerdings übernahm das EPS vom aufgelösten Innenministerium MINT vollständig den Inlandsgeheimdienst DGSE. Ziel der Regierung Chamorros war die Reduzierung des EPS bis Mitte der 1990er Jahre auf eine Stärke von 15.000 bis 17.000 Angehörigen.
In die Transformationszeit fielen Kämpfe gegen so genannte Recontras und Recompas; ehemalige Contras und Angehörige des EPS, die nach der Auflösung ihrer Armeen beschäftigungslos geworden waren, aber über ausreichend Waffen und Munition verfügten. Am 21. Juli 1993 überfiel eine gut 150 Mann starke Recompa-Gruppe unter Führung des ehemaligen FSLN-Funktionärs Victor Manuel Gallego, „Pedrito El Hondureño“ genannt, die Stadt Estelí, plünderte zwei Banken und stellte politische Forderungen wie die Zusicherung von Arbeitsplätzen. Bei dem Überfall auf die Stadt bzw. durch die Wiedereinnahme durch das EPS wurden gut 43 Personen getötet. Gallego wurde umgehend von Chamorro und Ortega amnestiert; die Beute aus den Banken blieb verschwunden.
Der Transformationsprozess war 1994 abgeschlossen. Das EPS wurde am 2. September in Ejército de Nicaragua umbenannt; es ist heute Teil der Fuerzas Armadas de Nicaragua.
Im Frühling 2015 wurden Pläne über den Kauf von russischen Mikojan-Gurewitsch MiG-29 bekannt.

## Ausrüstung
Sowohl Ausrüstung als Bewaffnung stammen überwiegend noch aus Waffenlieferungen aus dem Ostblock für das Sandinistische Volksheer.
2021 war folgende Ausrüstung im Bestand der Streitkräfte:
- 198 Panzer
- 285 gepanzerte Fahrzeuge
- 272 Artilleriegeschütze
- 160 Raketenwerfer
- 17 Patrouillenschiffe
- 6 Flugzeuge
- 13 Hubschrauber